# Келлар, Бекки
 Бекки Келлар (англ. Becky Kellar; род. 1 января 1975, Хейгерсвилл, Онтарио) — канадская хоккеистка. Амплуа — защитник. Трёхкратная олимпийская чемпионка 2002, 2006 и 2010 годов, серебряный призёр Олимпиады 1998 года, участница четырёх олимпийских хоккейных турниров (с 1998 по 2010 год); одна из четырёх хоккеисток в истории Канады, участвовавшая в четырёх Олимпиадах. В период с 1999 по 2009 год выиграла пять золотых и три серебряных медали на чемпионатах мира.
В детстве играла в рингетт, затем переключилась на хоккей. В 1993 году играла за команду «Онтарио» на чемпионате Канады по хоккею для девушек в возрасте до 18 лет, приведя её к золотой медали и став лучшим игроком серии. Впоследствии играла за различные хоккейные команды, в том числе за «Торонто Аэрос» с 1998 по 2004 год и «Берлингтон Барракудс» с 2007 по 2010 год. В сезонах 2007/2008 и 2008/2009 годов признавалась лучшим защитником Канадской Женской хоккейной лиги. 14 сентября 2010 года объявила о завершении спортивной карьеры, будучи на тот момент самым возрастным игроком в канадском женском хоккее.
Проживает в Берлингтоне, провинция Онтарио; замужем, имеет двух сыновей.